# Senegal-Flughuhn
Das Senegal-Flughuhn (Pterocles senegallus), auch als Tropfenflughuhn bezeichnet, ist ein 33–35 Zentimeter großer Vertreter der Familie der Flughühner, die im Mittleren Osten und Teilen Afrikas vorkommt.

## Aussehen
Die Tiere haben ein hellbraunes Rücken- und Bauchgefieder. Der Hals und der Kopf sind grau, unter dem Auge ist ein großer, helloranger Fleck. Der Schnabel und die kurzen Beine sind schwarz. Der Schnabel ist mit feinen Federn versehen, um das Eindringen von Sand in ihre Lungen zu verhindern. Der Schwanz ist oben hellbraun und unten schwarz, Die Schwanzspitze ist gefächert und läuft in zwei schwarze Spitzen aus. Die mit Federn versehenen Füße und die drei breiten Zehen verhindern ein tiefes Einsinken im weichen Wüstensand. Die Hinterzehe ist klein und knöchrig.

## Verbreitung und Lebensraum
Diese Art kommt in Nordafrika und im südwestlichen Asien vor. Sie bewohnt die dortigen Wüsten und Halbwüsten sowohl im Flachland als auch auf den Hochplateaus. Sie kommt auch in spärlich bewachsenen Grassteppen vor.

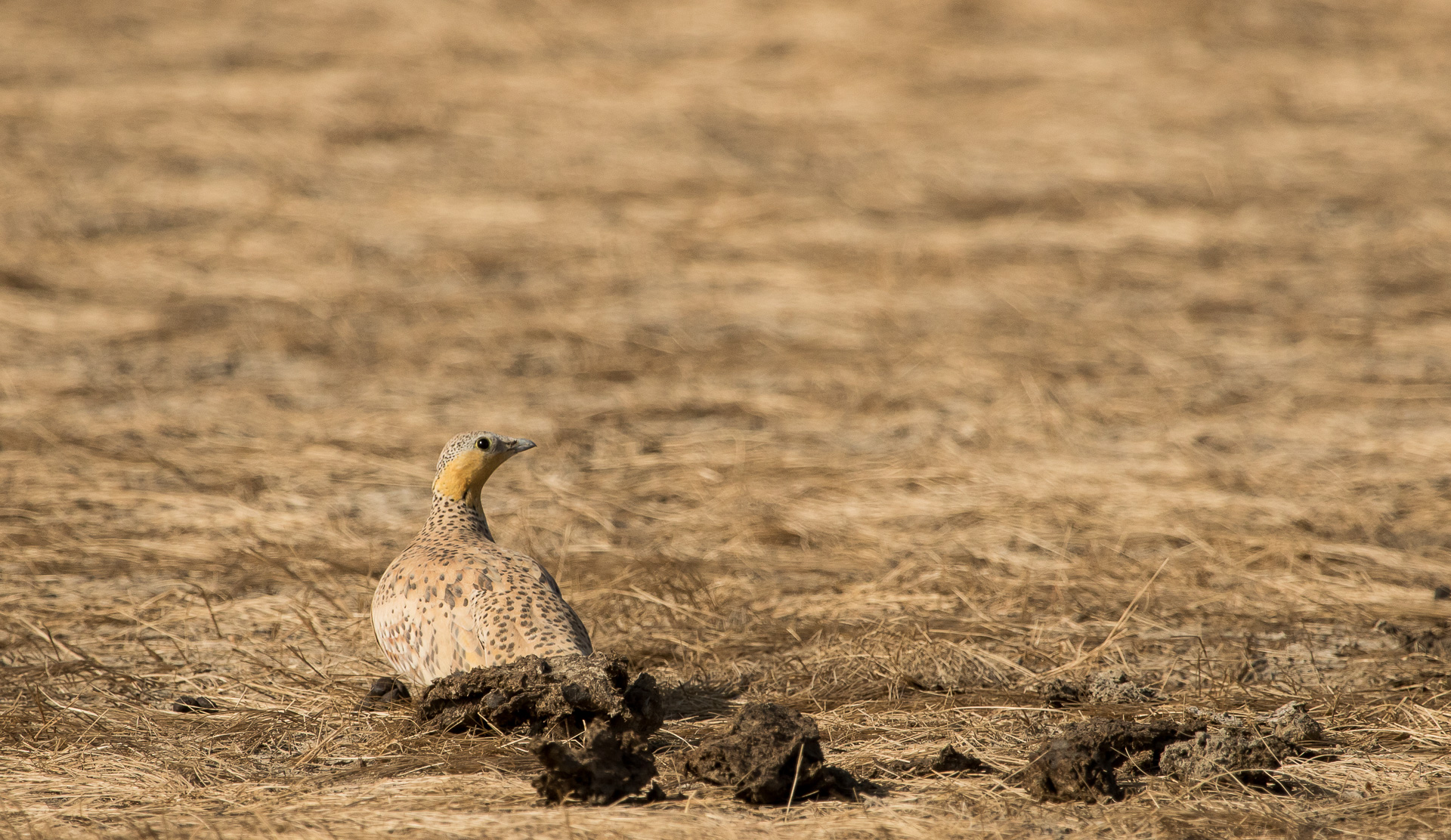
Ein Senegal-Flughuhn ist in seinem typischen Habitat gut getarnt

## Lebensweise
Das Senegal-Flughuhn lebt in Kolonien von bis zu 100 Individuen zusammen. Die Tiere leben in Einehe. Da sie oft trinken müssen, sind sie vor allem in der Nähe von kleineren Wasserstellen anzutreffen. Ihre Hauptaktivitätszeit ist die frühe Vormittags- und späte Nachmittagszeit. In der Mittagszeit suchen sie kleine Büsche auf, um sich vor der sengenden Sonne und ihren Fressfeinden zu verstecken. An den Wasserlöchern stehen sie meist knietief im Wasser und stoßen den Schnabel nur kurz in das Wasser, bis zu zehn Mal hintereinander. Sie sind aber auch am Boden sehr schnell unterwegs. Ihre Nahrung, Pflanzensamen, suchen sie am Boden. Um diese besser verdauen zu können, schlucken sie kleine Kieselsteine, welche dem Magen helfen, die Nahrung noch gründlicher zu zerreiben. Am Tage legen sie bis zu 80 Kilometer zurück. Ihre durchschnittliche Fluggeschwindigkeit beträgt zwischen 20 und 30 km/h, die Höchstgeschwindigkeit liegt bei etwa 70 km/h. Im Fluge stoßen sie melodische „wittoo- wittoo“-Laute aus. Bei sehr hohen Temperaturen (über 37 °C) wird die Aktivität eingeschränkt. Zu ihren natürlichen Feinden zählen Füchse, Schakale und Mangusten.

## Fortpflanzung

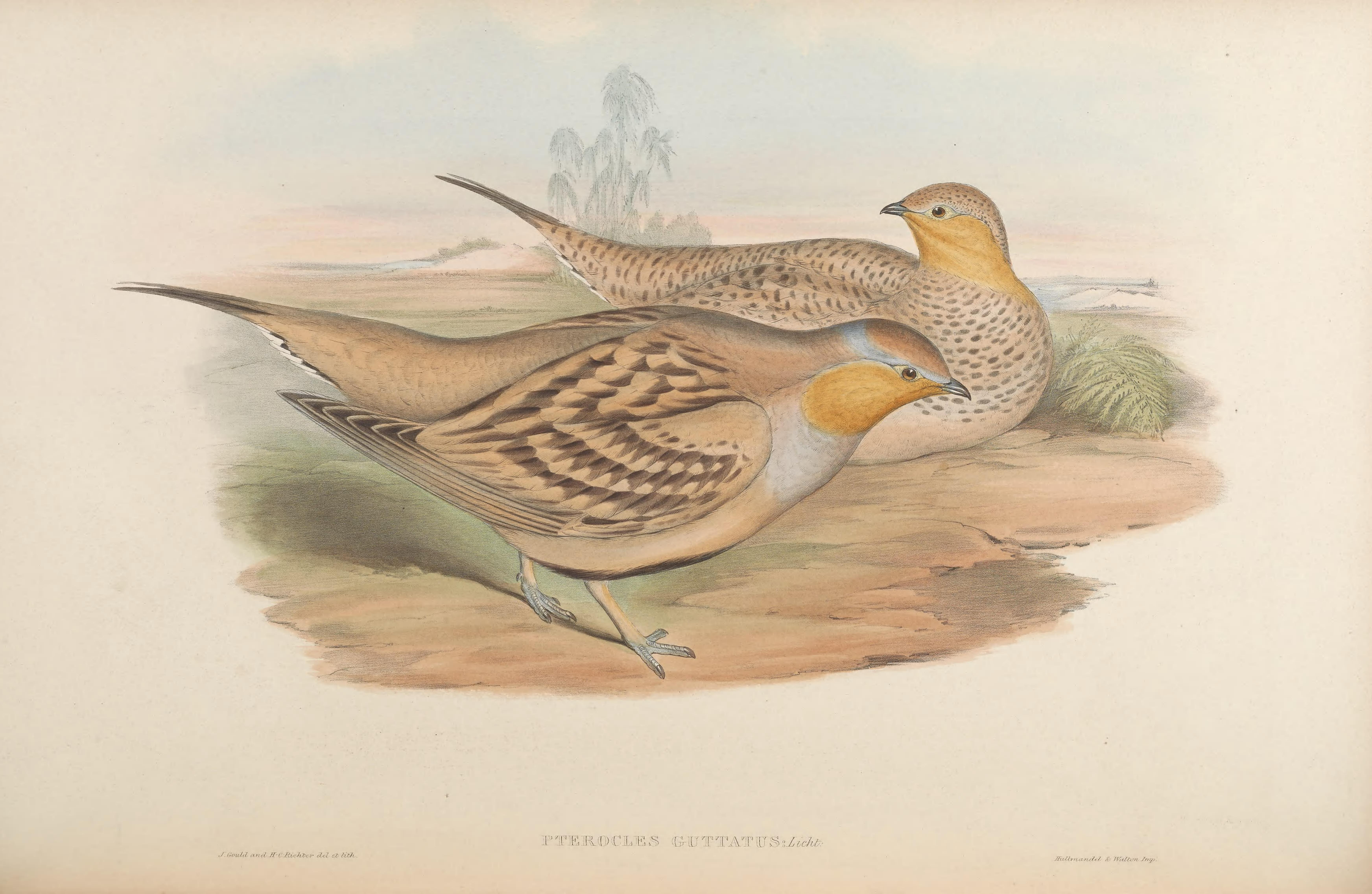
Senegal-Flüghühner auf einer Zeichnung des britischen Ornithologen John Gould, ca. 1870

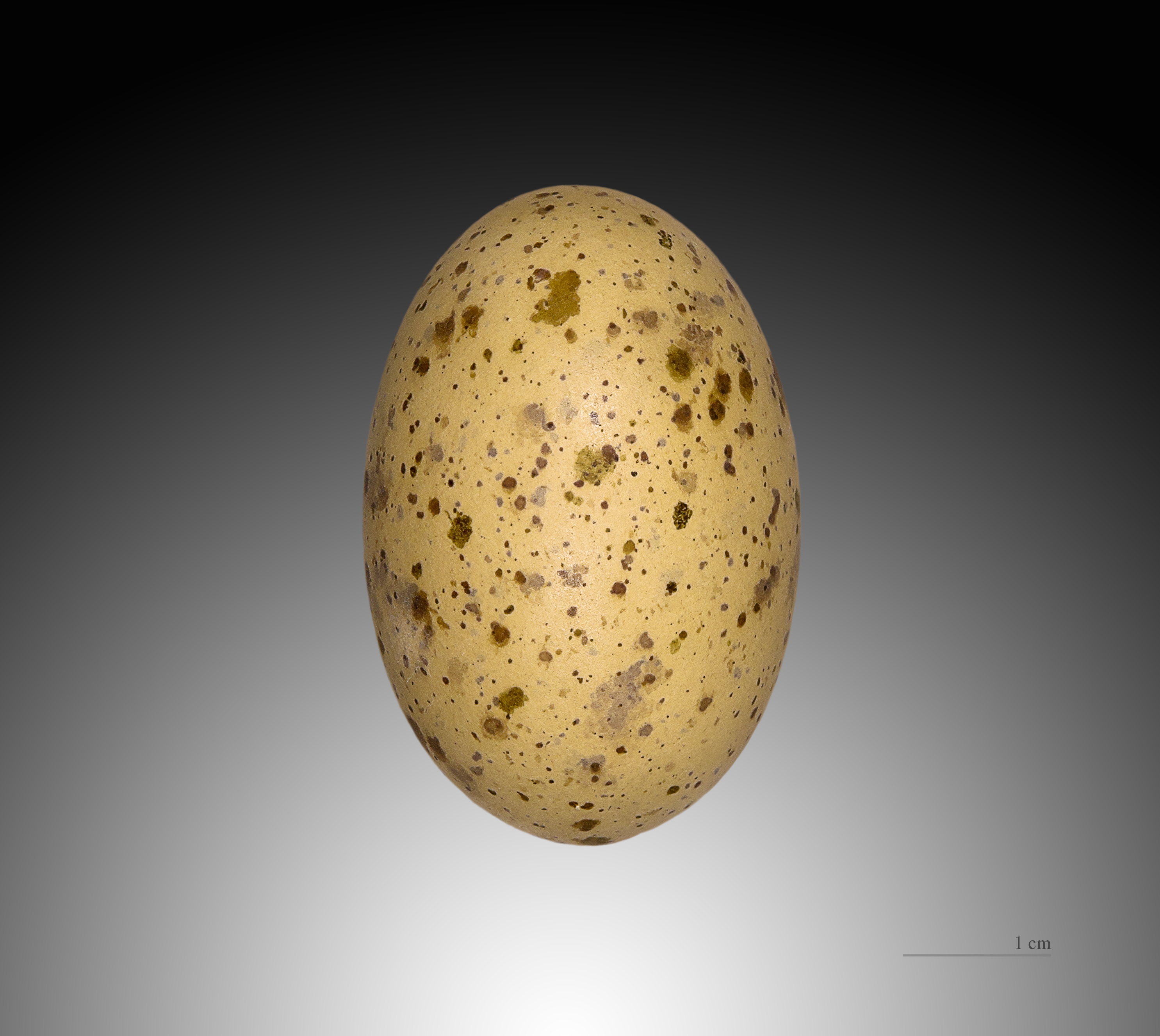
Ei des Senegal-Flughuhns

Die Fortpflanzungsperiode ist je nach Vorkommensgebiet variabel. Im Nildelta ist es der April und im Mai in der Nord- und Nordostsahara.
In eine flache, nackte Mulde am Boden legt das Weibchen 2–3 gelblichbraune, mit braunen und rotbraunen Flecken versehene Eier. Das Gelege wird von beiden Partnern bebrütet. Im Nest halten die Eier für kurze Zeit Temperaturen bis zu 50 °C aus. Das Weibchen übernimmt die Tagesschicht, während das Männchen nachts für das Gelege verantwortlich ist. Der eine Partner versorgt den jeweils anderen mit Nahrung und Wasser. Nach 23–24 Tagen schlüpfen die Jungen. Sie werden von beiden Elternteilen mit im Kropf der Eltern vorverdauten Samen, manchmal auch mit kleineren Insekten gefüttert. Zur Wasserversorgung der Nestlinge dient das sehr saugfähige Brustgefieder der Altvögel. An einer Wasserstelle lassen sich die Vögel nieder und halten den Bauch an die Wasseroberfläche. Das Gefieder saugt das Wasser von dort auf und speichert es für den Rückflug zum Nest. Dort saugen die Jungen das Wasser aus dem Gefieder des Altvogels heraus. Die Jungen verlassen das Nest im Alter von 4 Wochen und werden danach noch bis zum Flüggewerden im Alter von 2 Monaten von den beiden Eltern versorgt. Es wird pro Jahr nur eine Brut angelegt. Erst im Alter von einem Jahr sind die Jungen selbst geschlechtsreif.

## Gefährdung und Schutzmaßnahmen
Da diese Art, ebenso wie das Kronenflughuhn, noch relativ häufig vorkommt bzw. keine Gefährdungen bekannt sind, wurde sie 2016 von der IUCN als (Least Concern) nicht gefährdet eingestuft. Dasselbe galt 2018 auch für das verwandte Braunbauch-Flughuhn.